# اندیس مرمریت پیر کندی
مرمریت پیر کندی یک اندیس مصالح ساختمانی است که در حوالی شهر قره ضیا استان آذربایجان غربی قرار دارد و مادهٔ معدنی موجود در آن، مرمریت است.سنگ میزبان این اندیس سنگ آهکی مرمریتی است و دیرینگی آن به دوران پرمین می‌رسد.